# Frenkie de Jong
Frenkie de Jong  (phát âm tiếng Hà Lan: [ˈfrɛŋki də ˈjɔŋ]; sinh ngày 12 tháng 5 năm 1997) là một cầu thủ bóng đá chuyên nghiệp người Hà Lan hiện đang thi đấu ở vị trí tiền vệ cho câu lạc bộ La Liga Barcelona và đội tuyển bóng đá quốc gia Hà Lan. Được đánh giá là một trong những tiền vệ xuất sắc nhất thế giới trong thế hệ của mình, anh nổi tiếng nhờ lối chơi giàu kỹ thuật, khả năng kiểm soát bóng tốt và nhãn quan chiến thuật siêu hạng.
Frenkie de Jong bắt đầu sự nghiệp của mình tại Willhem II trong năm 2015. Anh chuyển tới AFC Ajax với khoản phí là €1. Khoản phí chỉ là tượng trưng và một điều khoản được ký trong bản hợp đồng. Tại Ajax anh tự khẳng định chính mình là một tiền vệ trẻ xuất sắc nhất Châu Âu lúc đó, sau khi dành được cú đúp cup nội và lọt được vào tới bán kết UEFA Champions League mùa giải 2018-19. De Jong đã vô địch giải bóng đá Hà Lan mùa 2018-2019 và cup KNVB và được bầu chọn là cầu thủ hay giải bóng đá Hà Lan mùa giải 2018-2019 anh là nhân tố không thể thiếu giúp đưa câu lạc bộ Ajax Amsterdam vào bán kết cup c1 mùa 2018/19 sau 22 năm chờ đợi, một mùa giải kỳ diệu của Ajax.
Trong suốt mùa giải đó, De Jong đã chấp nhận ký với câu lạc bộ Barcelona một bản hợp đồng có thời hạn 5 năm vào ngày 24 tháng 1 năm 2019 và sẽ đến câu lạc bộ vào tháng 7 sau khi mùa giải kết thúc phí chuyển nhượng được công bố là 75 triệu €. Anh được chọ vào đội hình tiêu biểu của năm 2019 FIFA FIFPro 2019 một trong ba người Hà Lan trong đó hai người còn lại là Virgil van Dijk, người đàn em cũng như đồng đội cũ của anh ở Ajax là Matthijs de Ligt.
Anh có trận ra mắt đội tuyển bóng đá quốc gia Hà Lan vào tháng 9 năm 2018 trong khuôn khổ UEFA Nations League. Anh còn góp mặt tại các giải đấu UEFA Euro 2020 và FIFA World Cup 2022.

## Sự nghiệp câu lạc bộ

### Willem II
Một sản phẩm từ lò đào tạo trẻ của Willem II, De Jong đã chơi qua toàn bộ hệ thống thanh thiếu niên của câu lạc bộ. Vào ngày 10 tháng 5 năm 2015, de Jong có trận ra mắt Eredivisie trước ADO Den Haag ra khỏi băng ghế dự bị để thay thế Terell Ondaan trong chiến thắng trên sân nhà với tỉ số 1-0.

### Ajax
Mùa hè năm 2015 sau khi thương thảo và anh không muốn gia hạn với Willem II, De Jong đã gia nhập AFC Ajax theo hợp đồng bốn năm với mức phí tượng trưng 1 euro vào Willem II sẽ hưởng 10% giá trị chuyển nhượng của anh nếu anh được bán đi. Sau đó, vào ngày 23 tháng 8 năm 2015 anh đã được cho Willem II mượn đến ngày 31 tháng 12 năm 2015. Trong suốt thời gian này anh đã được thay vào một lần ở giải Eredivisie trong trận đối đầu với PEC Zwolle.

### Barcelona
Vào ngày 21 tháng 1 năm 2019 câu lạc bộ Barcelona công bố đã ký với De Jong một bản hợp đồng có thời hạn 5 năm có hiệu lực từ ngày 1 tháng 7 năm 2019 với mức phí được công bố là 75 triệu € và thêm 11 triệu € tiền biến phí  và Willem II sẽ nhận được 10% phí chuyển nhượng của anh như thỏa thuận cũ với Ajax. Anh ra mắt ngày 16 tháng 8 năm 2019 ngày mở đầu mùa giải với trận thua 0 – 1 trước Atheletic Bilbao. De Jong đã thương thảo với PSG và Man City cũng như đội bóng cùng thành phố Manchester United nhưng anh chọn Barcelona, khi được hỏi tại sao đến Barcelona thì anh trả lời được thì đấu Barcelona là một giấc mơ của anh.
Trong thời gian đầu De Jong chủ yếu chơi như một tiền vệ trung tâm. Trong 12 lần ra sân đầu tiên ở câu lạc bộ mới anh có một bàn và một kiến tạo trong cùng một trận đấu đó là trận với Valencia ngay phút thứ 2 anh có đường kiến tạo dành cho Ansu Fati và 5 phút sau chính Ansu Fati kiến tạo lại cho anh, Fati tạt bóng thấp từ bên phía cánh trái rồi De Jong ghi bàn ngay bên ngoài vòng 5m50
Anh đóng vai trò quan trọng trong Chung kết Copa del Rey 2021, chiến thắng 4–0 trước Athletic Bilbao, ghi bàn ở phút 63 và kiến tạo thêm hai bàn thắng nữa.
Sau sự ra đi của đội trưởng câu lạc bộ Sergio Busquets, de Jong trở thành đội trưởng thứ tư của Barcelona vào ngày 21 tháng 7 năm 2023.

## Số áo 21
Tân binh của Barca được ban lãnh đạo đội bóng đề nghị mặc số áo 14 của huyền thoại Johan Cruyff như một cách để tiếp nối truyền thống từ cố huyền thoại người đồng hương, nhưng anh lại chọn số áo 21 trong một lần trả lời phỏng vấn với tờ báo quê nhà Voetbal International đích thân De Jong đã giải đáp vấn đề này như sau.:
" Tôi cảm thấy rất thoải mái với số áo đó (21). Tôi có thể dễ dàng chọn một số áo khác, nhưng đó không phải  là vấn đề nhưng để người ta nhận diện ra tôi qua số áo cũng là một cách hay ".
" Tôi đã mang gia đình của tôi đến dự lễ ra mắt ở Barcelona, trừ ông nội của tôi Hans De Jong. Ông mất ngay ngày sinh nhật lần thứ 21 của tôi. Đó là một cách để tôi tưởng nhớ ông ".
" Ông luôn là một fan vĩ đại của bóng đá ".

## Thống kê sự nghiệp

### Câu lạc bộ
Tính đến ngày 22 tháng 5 năm 2021
| Câu lạc bộ          | Mùa giải            | Giải đấu            | Giải đấu | Giải đấu | Cúp quốc gia | Cúp quốc gia | Châu Âu1 | Châu Âu1 | Khác2 | Khác2 | Tổng cộng | Tổng cộng |
| Câu lạc bộ          | Mùa giải            | Hạng đấu            | Trận     | Bàn      | Trận         | Bàn          | Trận     | Bàn      | Trận  | Bàn   | Trận      | Bàn       |
| ------------------- | ------------------- | ------------------- | -------- | -------- | ------------ | ------------ | -------- | -------- | ----- | ----- | --------- | --------- |
| Willem II           | 2014–15             | Eredivisie          | 1        | 0        | 0            | 0            | —        | —        | —     | —     | 1         | 0         |
| Willem II           | 2015–16             | Eredivisie          | 1        | 0        | 1            | 0            | —        | —        | —     | —     | 2         | 0         |
| Willem II           | Tổng cộng           | Tổng cộng           | 2        | 0        | 1            | 0            | —        | —        | —     | —     | 3         | 0         |
| Jong Ajax           | 2015–16             | Eerste Divisie      | 15       | 2        | —            | —            | —        | —        | —     | —     | 15        | 2         |
| Jong Ajax           | 2016–17             | Eerste Divisie      | 31       | 6        | —            | —            | —        | —        | —     | —     | 31        | 6         |
| Jong Ajax           | Tổng cộng           | Tổng cộng           | 46       | 8        | —            | —            | —        | —        | —     | —     | 46        | 8         |
| Ajax                | 2016–17             | Eredivisie          | 4        | 1        | 3            | 0            | 4        | 0        | —     | —     | 11        | 1         |
| Ajax                | 2017–18             | Eredivisie          | 22       | 0        | 2            | 1            | 2        | 0        | —     | —     | 26        | 1         |
| Ajax                | 2018–19             | Eredivisie          | 31       | 3        | 4            | 0            | 17       | 0        | —     | —     | 52        | 3         |
| Ajax                | Tổng cộng           | Tổng cộng           | 57       | 4        | 9            | 1            | 23       | 0        | —     | —     | 89        | 5         |
| Barcelona           | 2019–20             | La Liga             | 29       | 2        | 3            | 0            | 9        | 0        | 1     | 0     | 42        | 2         |
| Barcelona           | 2020–21             | La Liga             | 37       | 3        | 5            | 3            | 7        | 0        | 2     | 1     | 51        | 7         |
| Barcelona           | 2021–22             | La Liga             | 32       | 3        | 2            | 0            | 12       | 1        | 1     | 0     | 47        | 4         |
| Barcelona           | 2022–23             | La Liga             | 33       | 2        | 2            | 0            | 6        | 0        | 2     | 0     | 43        | 2         |
| Barcelona           | 2023–24             | La Liga             | 20       | 2        | 3            | 0            | 5        | 0        | 2     | 0     | 30        | 2         |
| Barcelona           | 2024–25             | La Liga             | 8        | 1        | 1            | 0            | 5        | 0        | 1     | 0     | 15        | 1         |
| Barcelona           | Tổng cộng           | Tổng cộng           | 159      | 13       | 16           | 3            | 44       | 1        | 9     | 1     | 228       | 18        |
| Tổng cộng sự nghiệp | Tổng cộng sự nghiệp | Tổng cộng sự nghiệp | 264      | 25       | 26           | 4            | 67       | 1        | 9     | 1     | 366       | 31        |

1. ↑  Số lần ra sân tại UEFA Europa League
2. 1 2 3 4 5 6  Số lần ra sân tại UEFA Champions League
3. 1 2 3 4 5 6  Số lần ra sân tại Supercopa de España
4. ↑  Sáu lần ra sân tại UEFA Champions League, sáu lần ra sân và một bàn thắng tại UEFA Europa League
5. ↑  Bốn lần ra sân tại UEFA Champions League, hai lần ra sân tại UEFA Europa League

### Quốc tế
Tính đến 16 tháng 11 năm 2024
| Đội tuyển quốc gia | Năm       | Trận | Bàn |
| ------------------ | --------- | ---- | --- |
| Hà Lan             |           |      |     |
| 2018               | 5         | 0    |     |
| 2019               | 10        | 1    |     |
| 2020               | 7         | 0    |     |
| 2021               | 16        | 0    |     |
| 2022               | 12        | 1    |     |
| 2023               | 4         | 0    |     |
| 2024               | 1         | 0    |     |
| Tổng cộng          | Tổng cộng | 55   | 2   |

#### Bàn thắng quốc tế
Bàn thắng và kết quả của Hà Lan được để trước.
| # | Ngày                 | Địa điểm                          | Đối thủ | Bàn thắng | Kết quả | Giải đấu                 |
| - | -------------------- | --------------------------------- | ------- | --------- | ------- | ------------------------ |
| 1 | 6 tháng 9 năm 2019   | Volksparkstadion, Hamburg, Đức    | Đức     | 1–1       | 4–2     | Vòng loại UEFA Euro 2020 |
| 2 | 29 tháng 11 năm 2022 | Sân vận động Al Bayt, Doha, Qatar | Qatar   | 2–0       | 2–0     | FIFA World Cup 2022      |

## Danh hiệu
Ajax
- Eredivisie: 2018–19[19]
- KNVB Cup: 2018–19[20]
- Johan Cruyff Shield: 2019

Barcelona
- La Liga: 2022–23 , 2024–25
- Copa del Rey: 2020–21[21]
- Supercopa de España: 2023,[22] 2025[23]

Hà Lan
- UEFA Nations League á quân: 2018–19[24]

Cá nhân
- Tiền vệ hay nhất UEFA Champion League 2018–19 [25]
- The Best FIFA Men's Player 2019 đội hình 11 người [26]
- Cầu thủ xuất sắc nhất Eredivisie 2018–19[27]
- Eredivisie XI Team of the Season 2018–19[28]
- Cầu thủ trẻ xuất sắc nhất của Jupiler League mùa 2016–17[29]